# 人民大學習堂
39°01′13″N 125°44′59″E / 39.02028°N 125.74972°E
人民大學習堂（朝鲜语：／ Inmin Daehagseubdang），是朝鮮的國家圖書舘，位於首都平壤直轄市中區域，面向金日成廣場，館旁有大同江流經，後側為朝鮮勞動黨中央委員會大樓等重要機關辦公所在地，落成於1982年。人民大學習堂隶属于朝鮮内阁，在行政上领导全国各图书馆。該館藏書約三千萬本，其中外文書籍約一千五百萬本。
建築充份結合了朝鮮古代和現代的建築風格。建築面積10万平方米，共10層。

## 沿革
- 1945年以前 - 爲平壤市立圖書館（평양시립도서관）[1]。
- 1946年10月13日 - 更名爲國立中央圖書館（국립중앙도서관）[1]。
- 1973年改稱中央圖書館（중앙도서관）。
- 1982年4月1日 - 由金日成命名爲人民大學習堂，成爲朝鲜民主主义人民共和国的國家級圖書館。

## 教育工作
人民大學習堂於2024年啟動遙距教育工作，並開展各類遙距教育課程改編工作，旨在讓北韓各市、郡取長補短，並使其經濟發揮最大化效益。

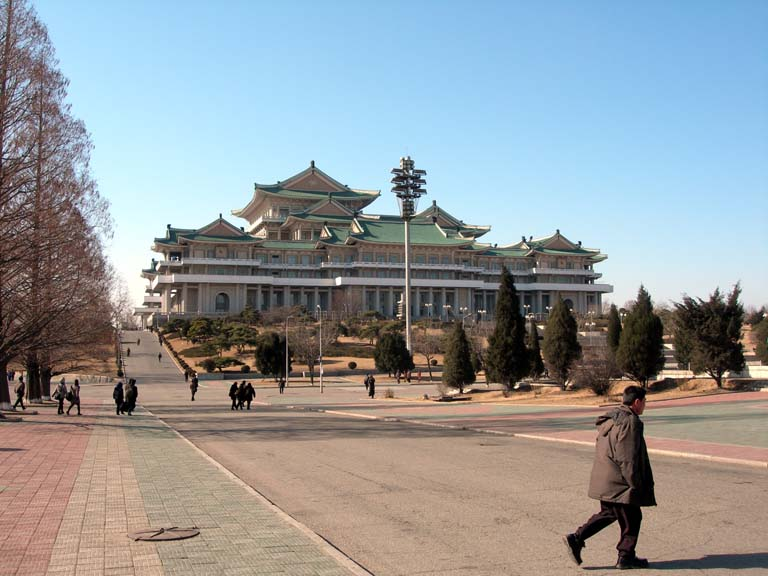
人民大學習堂
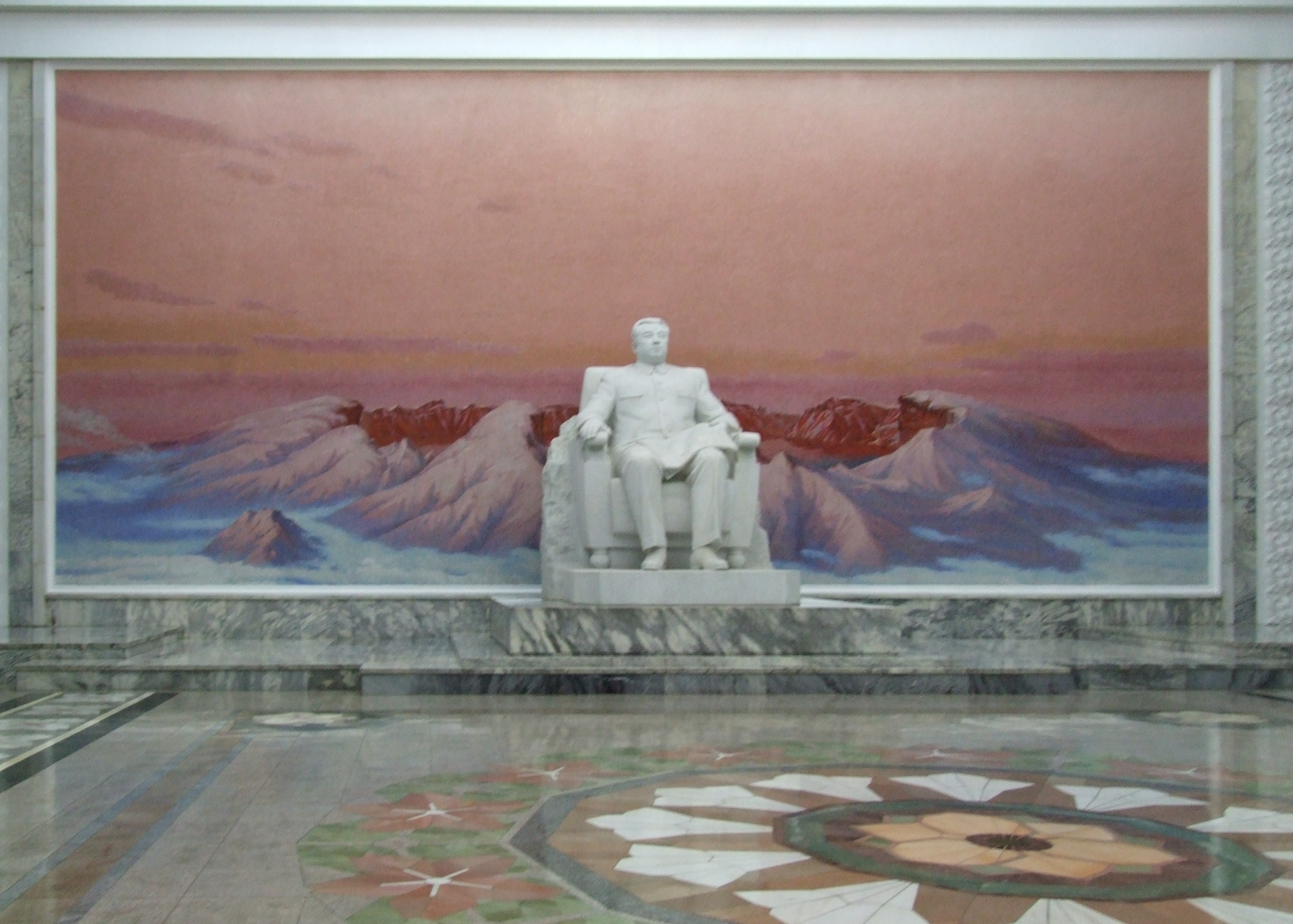
漢白玉金日成坐像
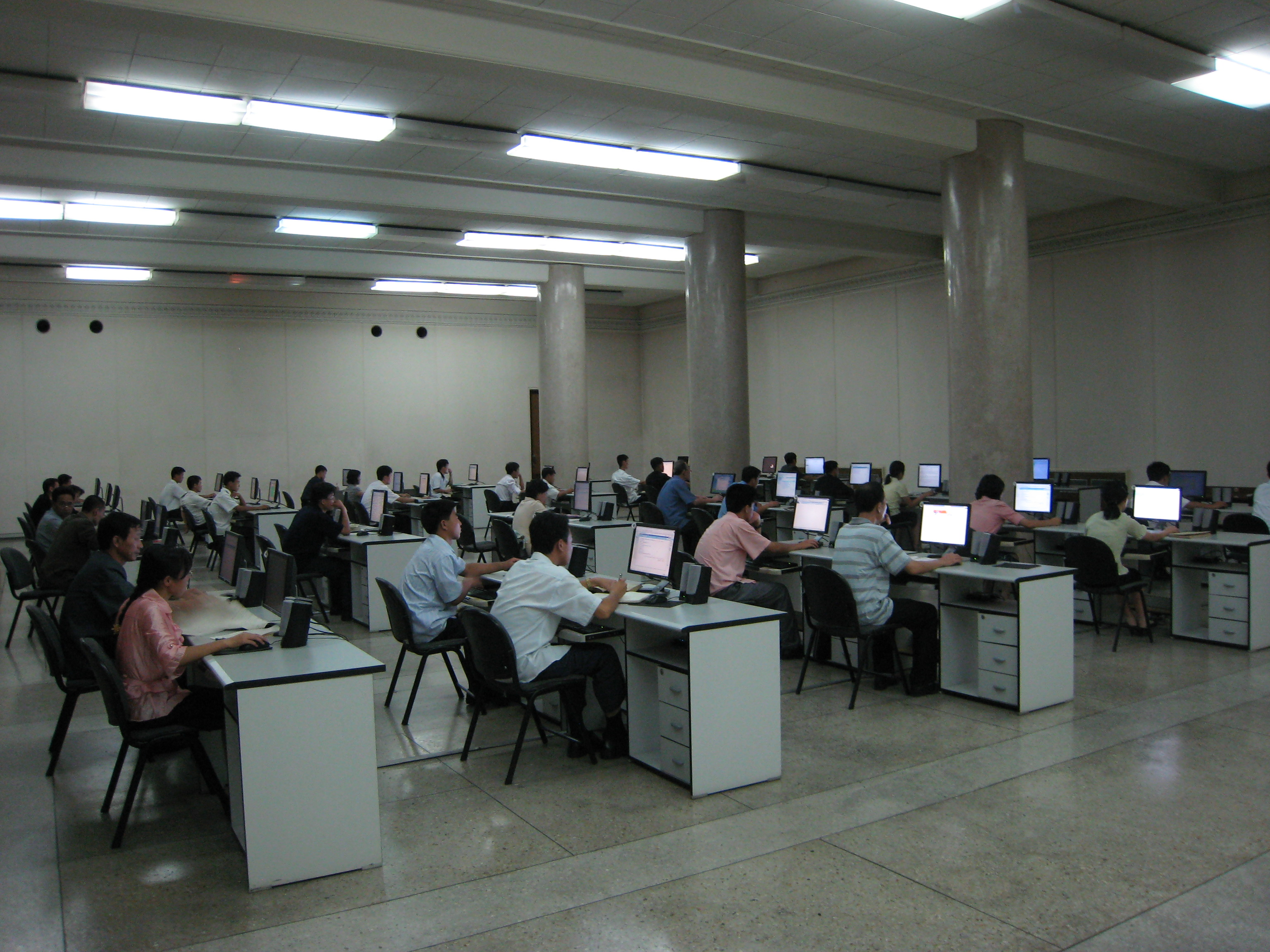
堂內电子阅览室
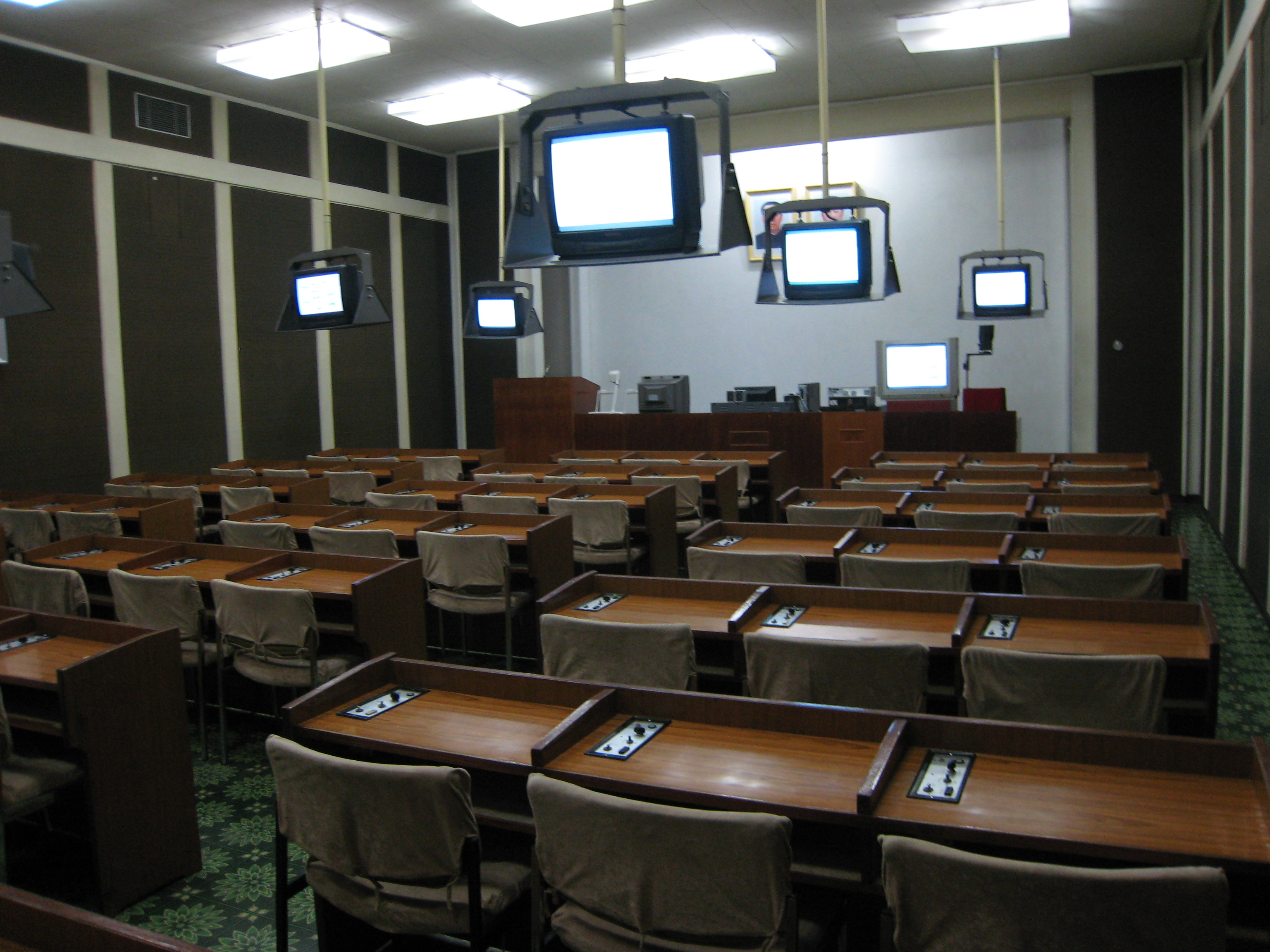
堂內多媒体外语教学室
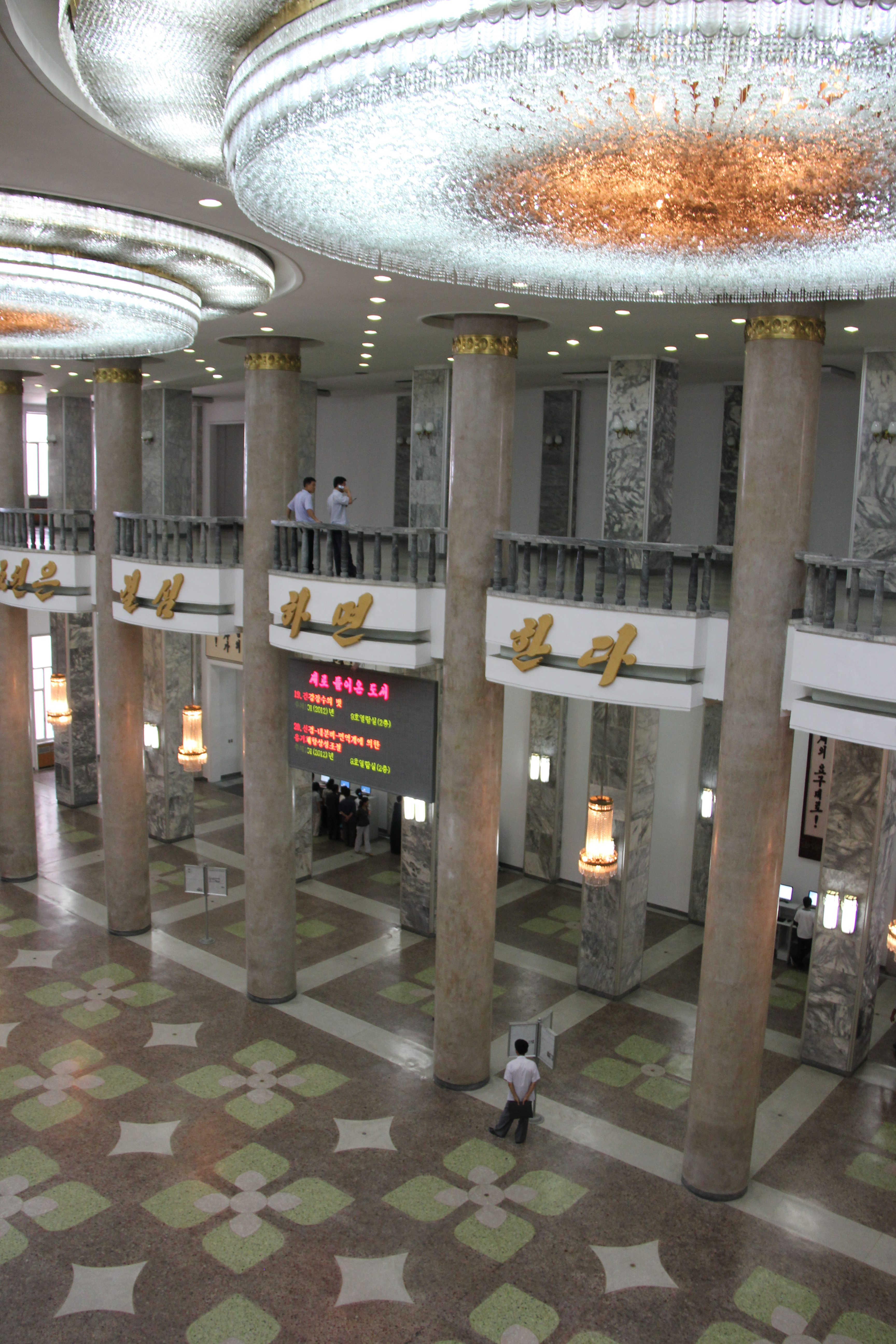
大廳
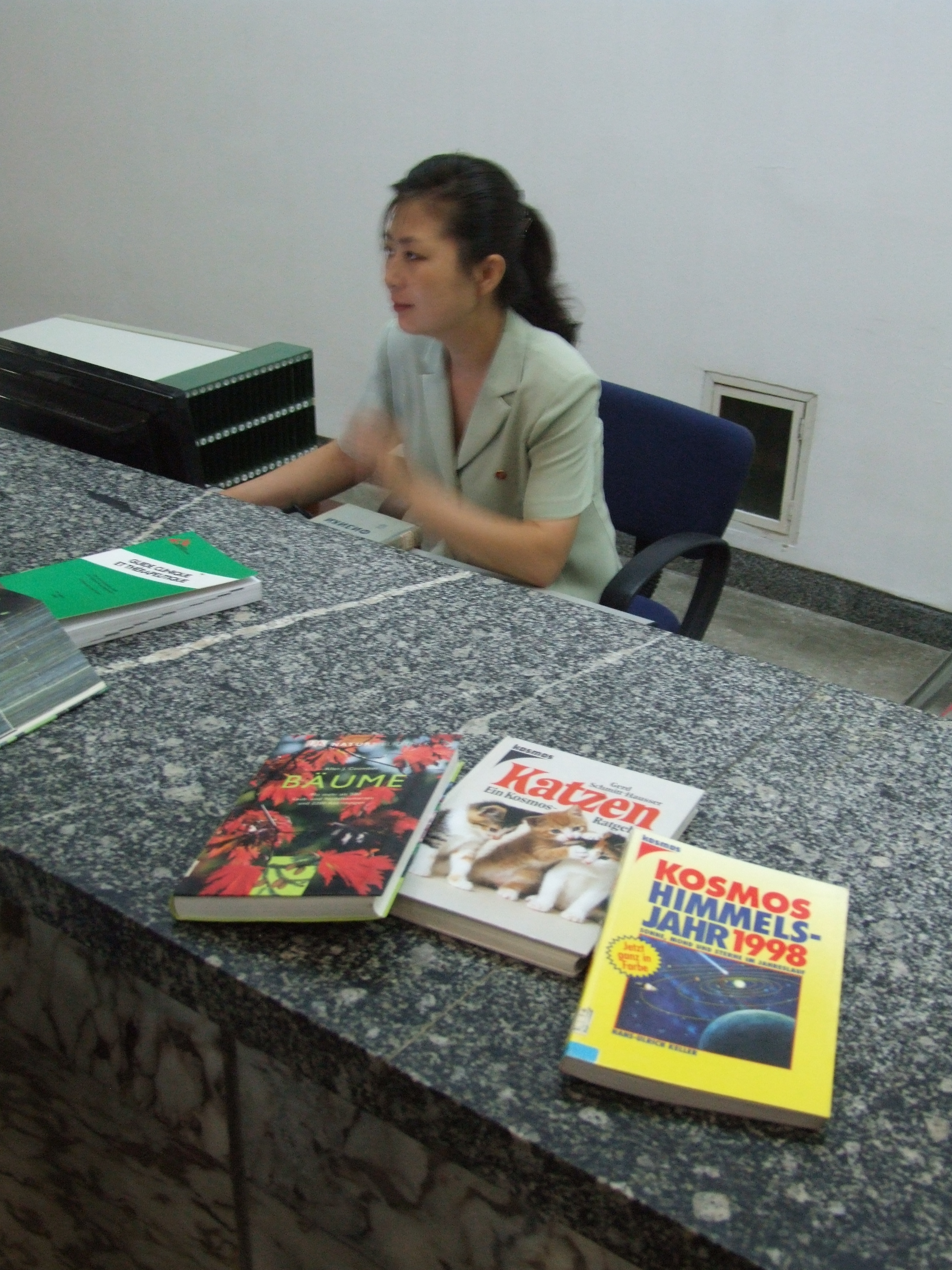
堂內借到的德文書
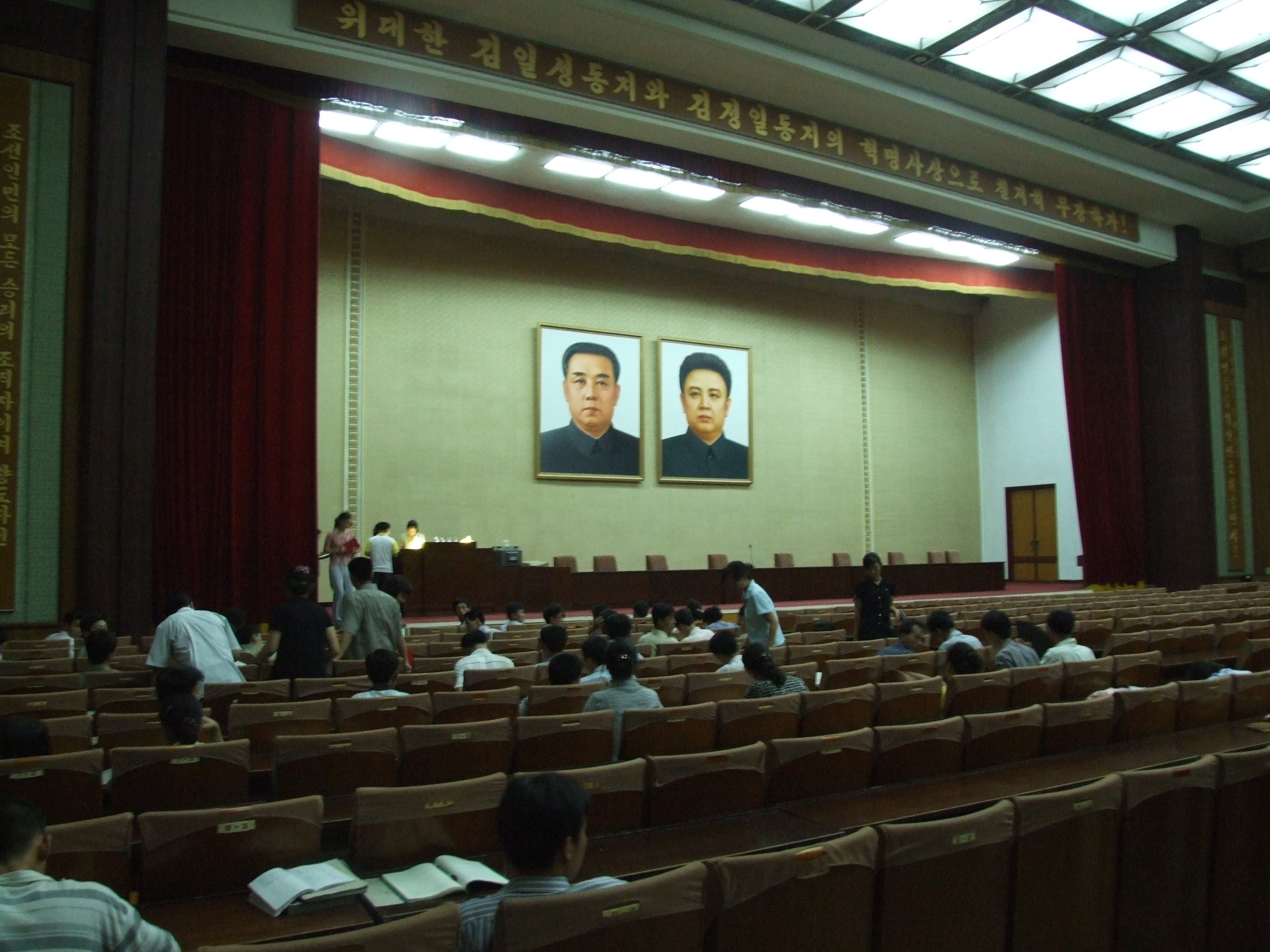
主禮堂
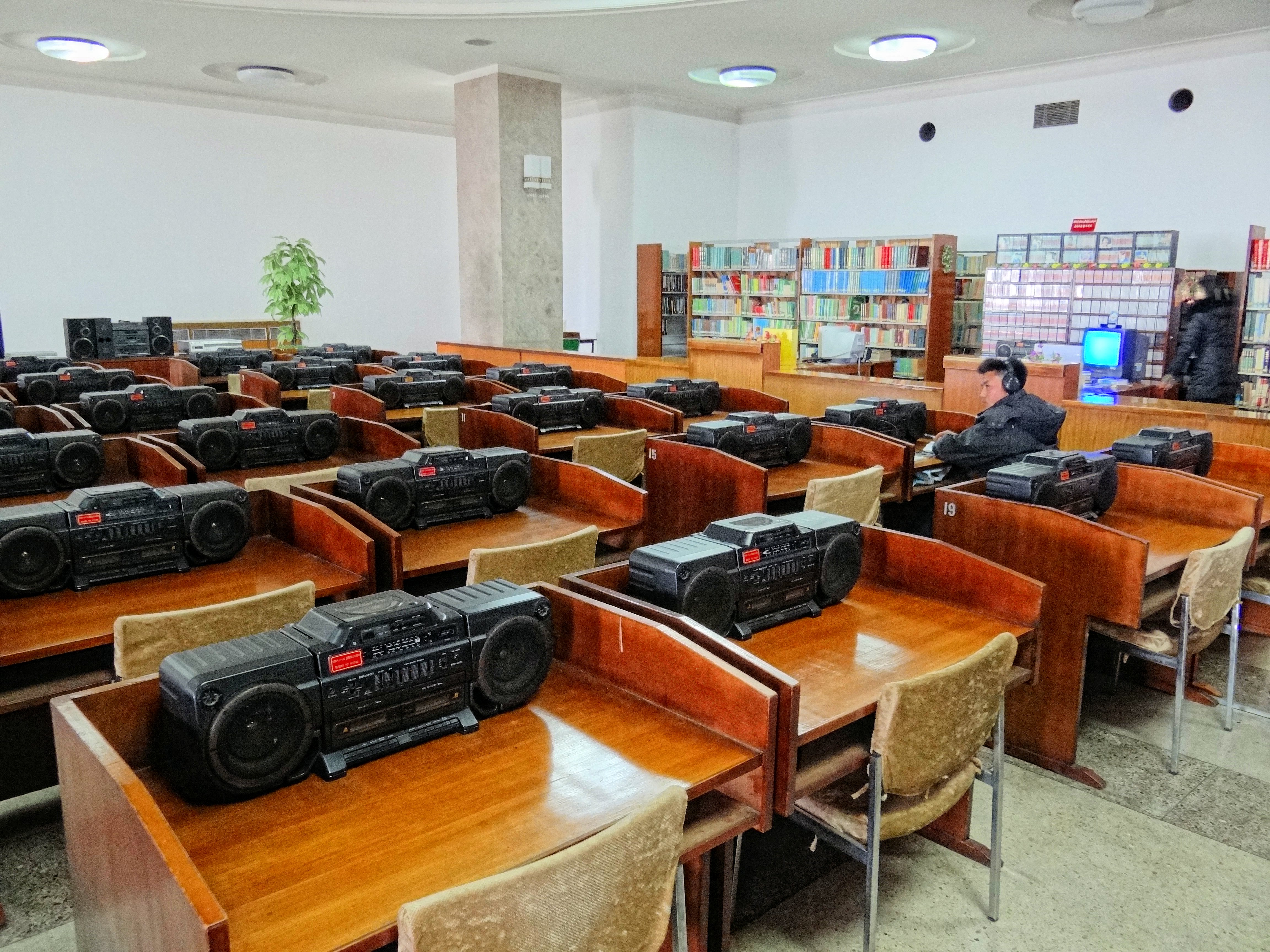
錄音機室
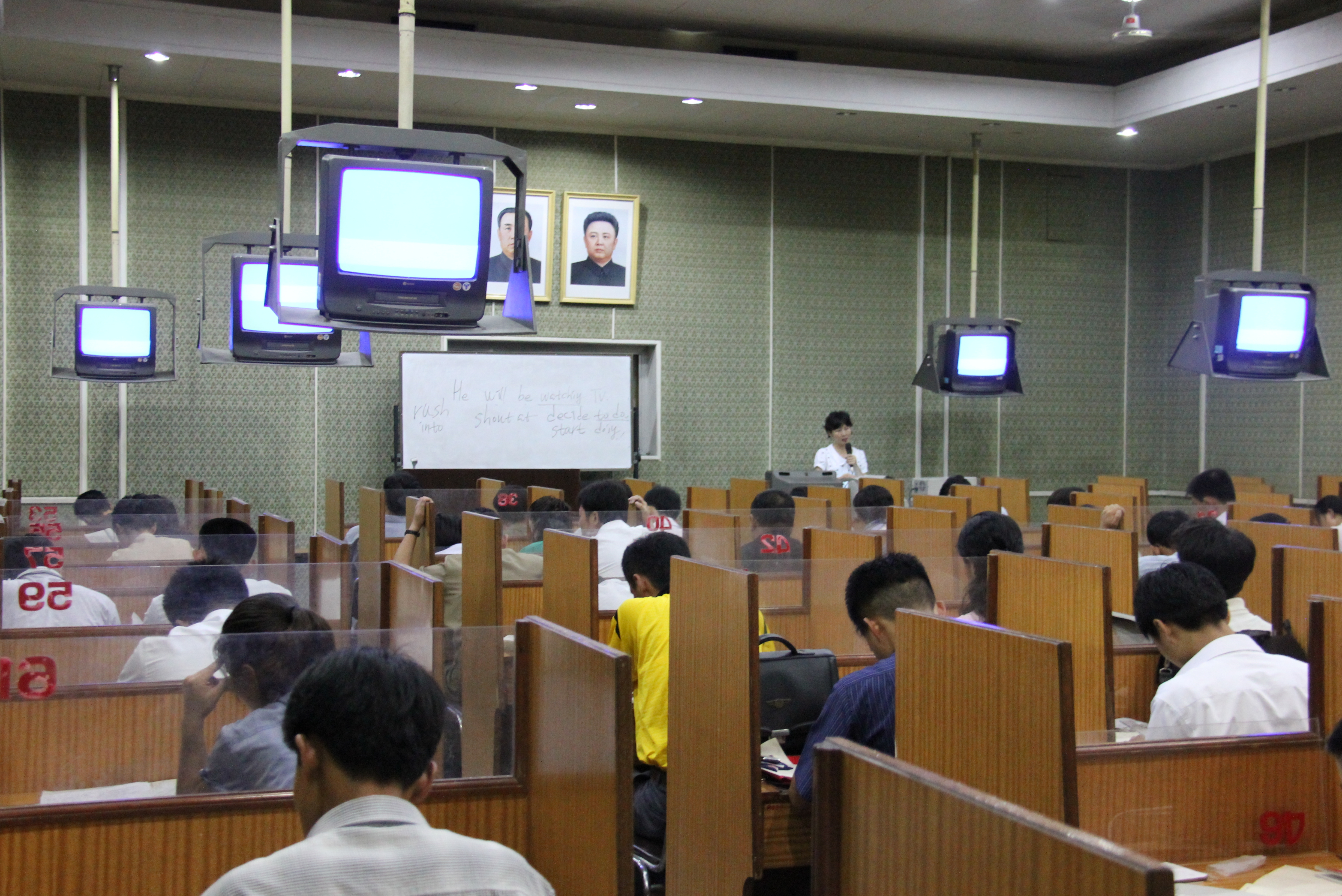
教室
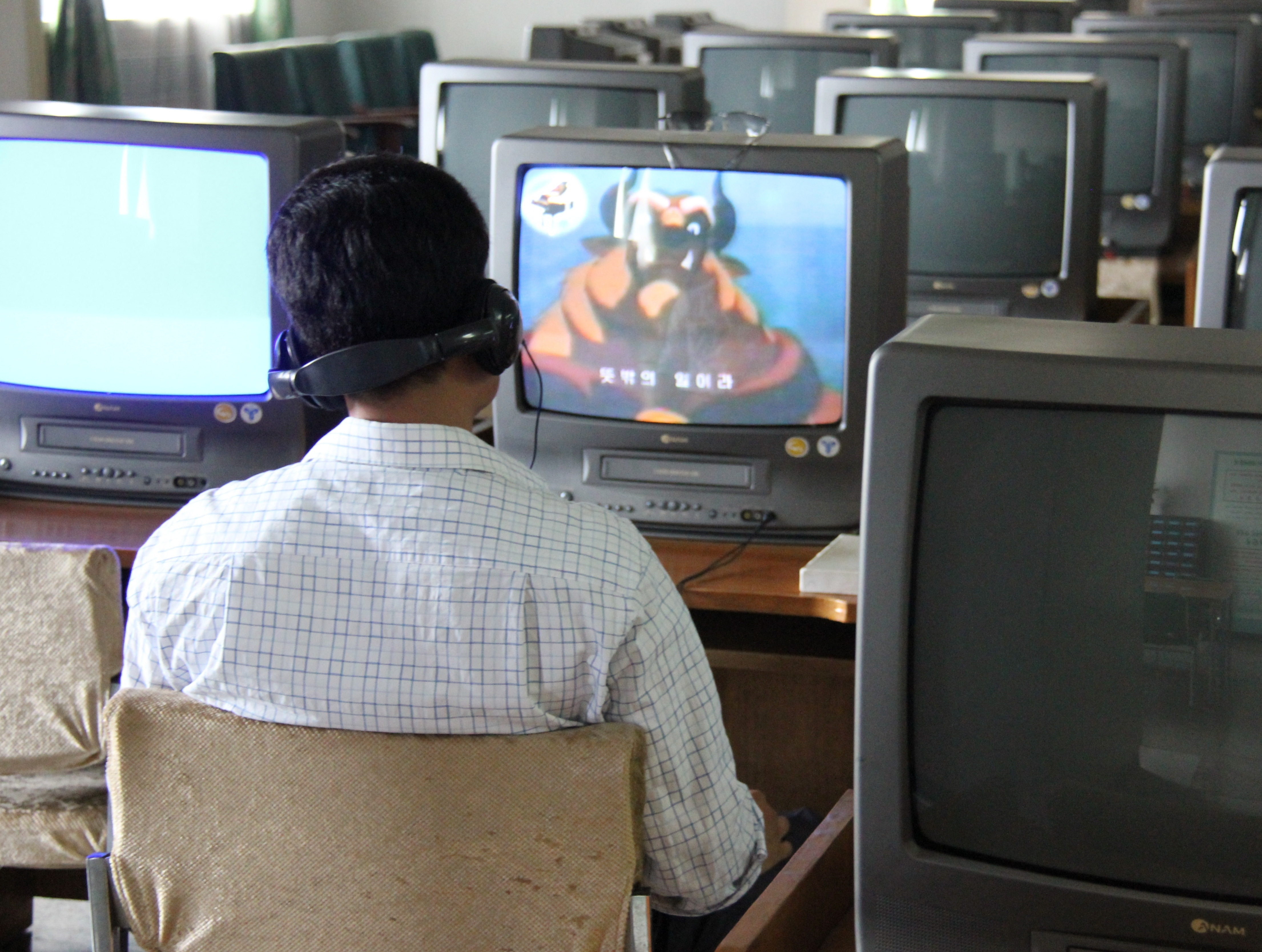
視聽室

## 鄰近建築
- 主体思想塔
- 金日成廣場
- 朝鮮勞動黨中央委員會大樓